# Ḩoseynābād-e Posht-e Rūd
Ḩoseynābād-e Posht-e Rūd (persiska: حسین آباد پشت رود, Ḩoseynābād) är en ort i Iran.   Den ligger i provinsen Kerman, i den sydöstra delen av landet, 1 000 km sydost om huvudstaden Teheran. Ḩoseynābād-e Posht-e Rūd ligger 793 meter över havet och antalet invånare är 840.
Terrängen runt Ḩoseynābād-e Posht-e Rūd är platt, och sluttar österut.Runt Ḩoseynābād-e Posht-e Rūd är det glesbefolkat, med 14 invånare per kvadratkilometer. Ḩoseynābād-e Posht-e Rūd är det största samhället i trakten. Trakten runt Ḩoseynābād-e Posht-e Rūd är ofruktbar med lite eller ingen växtlighet.